# کانتوروویتسه (استان اوپوله)
کانتوروویتسه (به لهستانی: Kantorowice) یک منطقهٔ مسکونی در لهستان است که در گمینا لوین بژسکی واقع شده‌است.